# Paola Locatelli
Ne doit pas être confondu avec Paolo Locatelli
Pour les articles homonymes, voir Locatelli.
Paola Locatelli, également connue sous le pseudonyme Paola Lct, est une vidéaste, influenceuse, actrice, mannequin et entrepreneuse française, née le 2 mars 2004 à Thionville.
Elle se fait connaître en 2016, alors âgée de douze ans, en publiant des vidéos sur la plateforme YouTube.
En 2022, elle fait ses débuts comme actrice en incarnant le rôle principal dans le film, Les Liaisons dangereuses.

## Biographie

### Enfance
Paola Locatelli naît le 2 mars 2004 à Thionville en Moselle et vit à Vincennes, banlieue parisienne, depuis l'âge de deux ans. Elle a  une sœur aînée, Mélissa, et un demi-frère plus jeune du côté de son père, Gabriel. Elle est d'origine capverdienne du côté de sa mère et italienne du côté de son père.

### Carrière sur internet
À douze ans, Paola Locatelli lance sa propre collection, Star Styles, en collaboration avec la boutique en ligne de mode Lesara,.
Dans le cadre de la campagne publicitaire #VeetParlonsPoils, Veet (en) fait appel à Paola Locatelli en 2019.
Le 28 octobre 2020, durant la pandémie de Covid-19, elle est reçue à l'Élysée par Gabriel Attal avec d'autres influenceurs afin de diffuser un message sanitaire auprès des jeunes,.
Fin 2020, elle collabore avec les jeux vidéo Just Dance pour Just Dance 2021.
Le 8 mai 2021, Paola Locatelli dévoile sa paire de lunettes de soleil en collaboration avec Kapten & Son.
En octobre 2021, elle crée son parfum en collaboration avec Louis Vuitton, sur les terres Louis Vuitton à Grasse,.
Paola Locatelli est l'une des talents de l'agence Foll-ow,. Cette agence s'occupe de l'administration, de contrats et de négociations avec des marques.
Elle est ambassadrice de la marque Puma,.
En 2024, elle devient de nouveau active sur YouTube, après quatre ans d'absence. Le 9 octobre, elle annonce sur Instagram la sortie d'un livre intitulé Le Cœur engagé le 16 octobre 2024.

#### NRJ Music Awards 2024
Le 1er novembre 2024, elle anime le tapis rouge à Cannes pour la 26e édition des NRJ Music Awards en direct sur TF1 Plus. Sa prestation est très critiquée par les internautes avec notamment des critiques envers son « manque de professionnalisme » et des reproches envers les influenceurs qui « s'improvisent journaliste »,.

### Carrière cinématographique
Durant son enfance, elle débute en tant qu'actrice amatrice avec Top Fashion'z par La Grande Récré avec des webisode sur YouTube.
En 2022, elle interprète le personnage principal du film Les Liaisons dangereuses sorti sur Netflix,,. Elle enchaîne avec une mini-série sur France.tv, Chair tendre, et, en 2023, une série à nouveau sur Netflix, Jusqu'ici tout va bien.

## Filmographie
Sauf indication contraire, les informations mentionnées dans cette section peuvent être confirmées par les bases de données cinématographiques IMDb et Allociné,  présentes dans la section « Liens externes ».

### Cinéma
Longs métrages
- 2022 : Les Liaisons dangereuses de Rachel Suissa : Célène Riva
- 2025 : Rapide de Morgan S. Dalibert : Max
- 2025 : N121 de Morade Aïssaoui : Mona
- 2026 : LOL 2.0 de Lisa Azuelos

### Télévision
Séries télévisées
- 2022 :  Chair tendre de Yaël Langmann et Jérémy Mainguy : Anna
- 2023 : Jusqu'ici tout va bien de Nawell Madani : Lina Bentayeb

#### Émissions de télévision
- 2024 : NRJ Music Awards sur TF1+ - animatrice[23]

## Engagements et philanthropie
Paola Locatelli est marraine de l'association Aïda, qui vient en aide aux jeunes touchés par un cancer.
Dans le dernier chapitre de son livre Le Cœur engagé, Paola Locatelli raconte son voyage solidaire au Togo, qui a eu lieu entre décembre 2022 et janvier 2023.
En janvier 2025, elle est nommée ambassadrice de l'UNICEF. Cette nomination est le résultat de plus de deux ans d’engagement aux côtés de l’UNICEF France durant lesquels elle a notamment contribué à mettre en lumière les problématiques liées à la santé mentale des jeunes et réalisé un premier déplacement sur le terrain, dans la région de l’est du Cameroun en novembre 2024.

## Distinction
- ForYouAwards 2022 : nomination dans la catégorie Lifestyle